# 오스굿잎귀쥐
오스굿잎귀쥐(Phyllotis osgoodi)는 비단털쥐과에 속하는 설치류이다. 칠레 북동부 지역의 알티플라노고원에서만 발견된다. 학명과 일반명은 미국 동물학자 오스굿(Wilfred Hudson Osgood)의 이름에서 유래했다.